# 박형서
박형서(1972년~)는 대한민국의 소설가이다. 사소한 일상의 서사에서 거대한 문명사적 서사에 이르기까지 스케일에 구애되지 않는 이야기꾼으로서 기상천외한 상상을 실험적 서사 형식으로 담아내는 데 뛰어난 능력을 보여준다. 유머, 철학, 문학사, 과학, 정신분석, 신화, 에세이, 논문 등의 다양한 지적 담론들을 능수능란하게 구사하여 현실에 얽매이지 않는 순정한 허구 세계를 창조해왔다. 그리하여 기이한 상상과 서늘한 유머, 지적 담론이 어우러진 소설들을 통해 이 시대에서 이야기와 소설의 가치, 인류사에서 종교의 의미와 같은 인문학적 질문을 제기하고 있다.

## 생애
1972년 강원도 춘천에서 태어났다. 여섯 살 때 편도염에 의한 것으로 추정되는 청력 상실을 경험한다. 조금씩 청력을 되찾아 다시 소리를 듣는 일에 적응하기까지 대략 두 해 동안이 걸렸으며, 그 때문에 초등학교 일학년 때는 전혀, 이학년 때는 거의 글을 읽거나 쓰지 못했다고 한다. 그 후에도 일시적인 청력 상실 증세를 앓았고, 2007년경 받은 정밀 신체검사에서는 향후 몇 년 안에 청력을 완전히 상실할 것이라는 진단을 받기도 했다.
공립학교 교사였던 부모를 따라 전학을 여러 번 했는데-나중에 아버지는 춘천교대 교수가 되고 총장을 역임함-, 원주에서는 소설가 이기호와 같은 학교를 다니기도 했다. 초등학교 3학년 때 서울로 전학을 왔으며, 어느 신문사에서 주최한 어린이 글짓기대회에서 우승을 한다. 이학년 때까지 한글을 제대로 쓰지도 못했기에 더욱 극적인 경험이었을 이 수상을 계기로 그는 글을 쓰는 사람이 되기로 작정을 했다고 한다. 학창 시절 내내 여러 아이들과 끊임없이 싸움을 했다고 한다.
한양대학교 국문과에 진학했으며, 학기 내내 산소용접, 주유소 주유원, 불법 전단지 배포 등의 아르바이트를 해 방학마다 외국으로 여행을 다녔다. 병역과 장기여행 등의 세 번의 휴학 끝에 1999년에 대학을 졸업하였다. 고려대학교 인문정보대학원 문예창작학전공 석사학위(2003), 고려대학교 응용어문정보학 박사학위(2010)를 받았다. 2011년부터 고려대학교 미디어문예창작학과 교수로 재직하고 있다.
대학 때 자신이 창작한 소설에 일련번호를 붙여 저장했는데, 1번은 「윤철의 사랑」이었고 졸업하던 해에 65번을 썼다고 한다. 신춘문예에서 3년 연속 고배를 마시자 73번인 「사막에서」를 인생의 마지막 소설이라 여겼는데, 오래전 투고하고 잊었던 소설이 『현대문학』에 실리게 된다 극적으로 등단한다.
소설집으로 『토끼를 기르기 전에 알아두어야 할 것들』(문학과지성사, 2003), 『자정의 픽션』(문학과지성사, 2006),  『핸드메이드 픽션』(문학동네, 2011), 『끄라비』(문학과지성사, 2014). 『낭만주의』(문학동네, 2018)가 있으며, 중편소설로 『당신의 노후』(현대문학, 2018)가 있고, 장편소설로 『새벽의 나나』(문학과지성사, 2010)가 있다.
2010년 제18회 대산문학상, 2012년 제44회 오늘의 젊은 예술가상, 2016년 제10회 김유정문학상을 수상하는 등 흥미진진한 이야기와 실험적 형식을 결합한 독특한 소설 세계를 갱신해나가고 있는 작가 가운데 한 사람이 되었다.

## 작품 세계
박형서는 사소한 일상의 서사에서 거대한 문명사적 서사에 이르기까지 스케일에 구애되지 않는 이야기꾼으로서의 면모를 보여준다. 그는 초기 소설에서부터 기상천외한 상상을 실험적 서사 형식으로 담아낸 것으로 주목을 받았다. 그의 소설 세계에서는 사건이나 행동의 인과성이 해체되고, 핍진성이나 개연성이 결여되어 있는 경우가 흔하다. 말하자면 미메시스적 충동보다는 판타지의 충동이 월등하다. 이처럼 현실에 얽매이지 않은 순정의 허구이자, 인과성 없는 여담들의 증식으로 이루어져 있다는 의미에서 그의 소설은 편집증적 서사로 진단되기도 한다. 실제로 작가 박형서는 유머, 철학, 문학사, 과학, 정신분석, 신화, 에세이, 논문 등의 다양한 담론들을 능수능란하게 구사하고, 적재적소에 배치하는 방식으로 이야기를 전개한다. 가령 소설 전체가 논문의 형식을 취한  「「사랑 손님과 어머니」의 음란성 연구」는 문학 논문의 익숙한 어휘와 관례들을 패러디하여 지적 유희로 가득한 허구 세계를 만들어낸다. 그가 스스로 ‘자정의 픽션’이라고 명명한 이러한 서사적 실험은 현재의 문학장에서 ‘소설’이란 과연 어떠한 것이고, 그것이 어떻게 갱신될 수 있는지에 대한 물음에서 나온 것이라 할 수 있다.
박형서의 초기작들에 짙게 배어있는 묵시록적 상상력이나 타나토스에의 충동은 점차 인류의 문명사와 우주 진화론에 이르는 광대한 스케일의 이야기로 확장되고, 유머와 멜랑콜리, 치밀한 논증이 정교하게 결합된 세련된 스타일의 문체로 진화해간다. 이처럼 기이한 상상과 서늘한 유머, 지적 담론이 어우러진 그의 소설은 세상과 인간을 새로운 시선으로 바라보게 하는 묵직한 질문들을 담고 있다. 장편소설 『새벽의 나나』는 한국 남자 레오가 아프리카로 여행하기 위해 들른 태국에서 최고의 매춘부 플로이와 만나 뜻밖에도 거리의 이방인으로 지낸 이야기를 들려준다. 이 소설은 레오와 플로이의 연애사에 초점을 맞추기보다는 그들의 관계를 틀로 삼아 수많은 여담을 수용하여 여행을 닮은 인간의 삶에 대해서 이야기한다. 이국의 한 거리에서 만나게 되는 수많은 사람들의 복잡한 얽힘, 무수한 시간적 겹침과 회귀와 초월을 제시함으로써 우리의 삶은 매순간 돌아갈 수 없는 여행과 같다는 통찰을 전해준다.
박형서의 최근작들은 보다 넓은 시야로 인간 사회의 전체 흐름과 소설의 자리를 관찰하고 있다는 특징을 보여준다. 「개기일식」은 개연성과 인과를 내세운 소설로 공공의 적과 투쟁해야 했던 시대를 지나, 모방이 아닌 왜곡이야말로 예술의 본질임을 주창한 시대 또한 저물었을 때, 소설은 어디로 나가야 하는가를 묻고 있다. 작가 스스로 제기한 그러한 질문에 대한 암중모색의 하나로 특히 주목되는 것은 「티마이오스」, 「Q. E. D.」, 「거기 있나요」 등의 독특한 과학소설의 창작이다. 작가가 “아마추어 수학자”를 자임하며 썼고, 실제 수학과 교수에게 검토를 받았다는 「Q. E. D.」는 ‘첨단’ 수학의 전문용어들이 서사의 담화를 현란하게 수놓고 있다. 「거기 있나요」는 인류의 진화가 어떠한 과정을 거쳐서 이루어졌는지를 양자역학적 공간에서 재현한다는 독특한 상상을 보여준다. 양자물리학에 근거한 흥미진진한 상상을 통해서 인류 역사에 나타난 폭력과 저항의 진화론, 그리고 종교의 의미에 대한 깊은 통찰과 질문을 동시에 전해주는 작품이다. 타고난 이야기꾼이자 첨단 과학에 대한 왕성한 소화력과 인문학적 통찰력을 두루 갖춘 작가 박형서의 소설 세계는 자기 갱신을 거듭하며 계속하여 진화하고 있다.

## 주요 작품

### 소설집
『토끼를 기르기 전에 알아두어야 할 것들』, 문학과지성사, 2003.
『자정의 픽션』, 문학과지성사, 2006.
『핸드메이드 픽션』, 문학동네, 2011.
『끄라비』, 문학과지성사, 2014.
『낭만주의』, 문학동네, 2018.

### 중편소설집
『당신의 노후』, 현대문학, 2018.

### 장편소설
『새벽의 나나』, 문학과지성사, 2010.

## 수상 내역
- 2010년 제18회 대산문학상 수상 (수상작 『새벽의 나나』)
- 2012년 제44회 오늘의 젊은 예술가상 수상,
- 2016년 제10회 김유정문학상 수상 (수상작 「거기 있나요」)

## 같이 보기

### 비평
- 권혁웅, 「박형서 프로젝트」, 박형서, 『핸드메이드 픽션』, 문학동네, 2011.
- 김대산, 「소설의 영혼 : 박형서 『새벽의 나나』의 주변 혹은 중심에서」, 『문학과사회』23:4, 2010년 겨울호.
- 김형중, 「소설 이전, 혹은 이후의 소설」, 박형서, 『자정의 픽션』, 문학과지성사, 2006.
- 노대원, 「나는 「박형서론」을 이렇게 쓸 것이다 : 박형서를 여행하고 이야기하기 위한 미완의 계획서」, 『문학동네』72, 2012년 가을호.
- 노대원, 「소설 실험실, 인생 실험실 : 박형서 소설의 알레고리」, 『작가세계』29:1, 2017년 봄호.
- 박대현, 「‘박형서’라는, 젊거나 늙은 모나드(monad)」, 『오늘의 문예비평』67, 2007. 11.
- 오윤호, 「불온한 예언자가 중얼거린 미래의 말들 : 박형서론」, 『문학과사회』, 2006년 겨울호.
- 우찬제, 「악몽의 탈주와 혼돈의 수사학」, 박형서, 『토끼를 기르기 전에 알아두어야 할 것들』, 문학과지성사, 2003.

### 대담, 좌담, 인터뷰, 에세이 등
- 박형서, 「알레고리 소설 연구」, 고려대학교 석사 논문, 2003.
- 박형서, 「김승옥 소설 플롯의 구조와 의미」, 고려대학교 박사 논문, 2010.
- 박형서, 「소설가 박형서의 이야기의 세계」, 『레이디경향』, 2011년 10월호, 보러가기
- 박형서, 「서술의 신빙성 연구」, 『우리어문연구』52, 2015.
- 박형서, 「서사의 장르규약 위반과 그 함의」, 『어문논집』78, 2016.